# Оболонь (футбольний клуб, 1992)
«Оболо́нь» — професіональний футбольний клуб з Оболоні на півночі Києва, представляв місто Київ.
Заснований у 1992 році. З 1999 року власником клубу була компанія «Оболонь».
У 2012 році припинив існування. Того ж року було утворено новий клуб під назвою «Оболонь-Бровар».

## Історія
У 1992 році ентузіастами на базі відомої футбольної школи «Зміна» було створено футбольний клуб, котрий вже в перший рік існування отримав право грати в чемпіонаті України серед колективів фізкультури. Команда почала виступати під назвою «Зміна», згодом її назва змінювалась — «Оболонь-Зміна», «Оболонь-ППО», а з 2001 року колектив отримує нинішню назву «Оболонь».
У сезоні 1993/94 клуб дебютував у першості КФК і одразу посів третю сходинку у своїй групі. А вже наступного року команда стала першою у групі і здобула право грати у Другій лізі українського чемпіонату, перейшовши таким чином у ранг майстрів.
Чотири сезони клуб грав у Другій лізі, поступово пристосовуючись та набираючись досвіду: сезон 1995/96 — 4 місце, сезон 1996/97 — 4 місце, сезон 1997/98 — 5 місце, сезон 1998/99 — 1 місце). Таким чином, зігравши чотири сезони, команда здобула право грати у Першій лізі. Попри всі намагання колективу утриматися у Першій лізі по завершенні першості 1999/00 вона посіла 16 сходинку серед 18 команд, яка не дозволила залишитися в другій за рангом лізі України.
У 1999 році титульним спонсором клубу став концерн «Оболонь» — відомий в Україні виробник пива та безалкогольних напоїв, а почесним президентом клубу став народний депутат України Олександр Слободян. Перед колективом було поставлене завдання якнайшвидше повернутися до Першої ліги. На посаду головного тренера було запрошено відомого фахівця Володимира Мунтяна. Також було створено «дубль» команди — із сезону 1999/00 «Оболонь-2» виступає у другій лізі України.
Всього за 2 сезони — 2000/01—2001/02 — «Оболонь» пройшла шлях від Другої до Вищої ліги. Мунтян здобув упевнену перемогу у другій лізі та був серед лідерів першої, проте в грудні 2001 р. тренер покинув київський клуб, щоб очолити російську «Аланію». У жовтні 2001 року створено офіційний фан-клуб команди.
На початку 2002 року головним тренером «Оболоні» вперше став Петро Слободян — протягом наступних сезонів фахівець зумів стати одним із символів клубу. Петро Петрович з перервами очолював команду від 2002-го до 2008-го року. Кияни посіли третє місце у першій лізі 2001/02 і вийшли до вищої ліги, оскільки того року «вишку» розширили із 14 до 16 команд і напряму з першої ліги вийшло аж 3 клуби.
«Пивовари» провели у вищій лізі три сезони: 2002/03, 2003/04 і 2004/05. Найбільшим досягненням стало 6-те місце у сезоні 2003/04.
Завдяки стабільному фінансуванню клуб щороку був фаворитом Першої ліги, але три сезони поспіль (2005/06—2007/08) команда не могла пробитись до найвищого дивізіону. Наприклад, у сезоні 2007/08 «Оболонь» пішла на зимову перерву на першому місці, але потім поступилась першими місцями «Іллічівцю» та ФК «Львів».
За підсумками сезону 2008/09 «Оболонь» вийшла до Прем'єр-ліги України.
9 квітня 2011 «Оболонь» стала першою командою, що змогла виграти у донецького «Шахтаря» на «Донбас Арені» (0:1). Безпрограшна серія «гірників» налічувала 34 матчі, від першої гри на цьому стадіоні. Єдиний гол у ворота «Шахтаря» забив Сергій Кучеренко, на 86-й хвилині матчу, зі штрафного.
Також слід відмітити, що «Оболонь» починаючи із 61-ї хвилини грала в меншості, через вилучення Вадима Панаса (за удар по воротах після свистка), ще основного голкіпера «Оболоні», Олександра Рибку, було вимушено замінено (через ушкодження) на Ігоря Березовського, під час 73-ї хвилини, а головний арбітр зустрічі дав можливість зіграти 8 хвилин, доданих до основного часу.
Цікаво, що у цьому сезоні в матчах із грандами (донецьким «Шахтарем» та київським «Динамо») «пивовари» змогли набрати 10 очок (єдина нічия — з «Динамо», на «Оболонь-Арені» 2:2).
Наприкінці 2012 року керуююче підприємство «Оболонь» відмовилося спонсорувати клуб через конфлікт власника «Оболоні» Слободяна з віце-президентом клубу Олександром Алімовим. Згідно зі заявою акціонерного товариства, без його відома функціонери клубу продали ряд гравців і підписали самі з собою контракти, розрив яких припускав виплату компенсації. Самі піти вони відмовилися, тому Слободян і погодився на зняття «Оболоні» зі змагань.
На початку 2013 стало відомо, що колишній почесний президент футбольного клубу «Оболонь» Олександр Слободян створює нову команду під назвою «Оболонь-Бровар», яку заявить для участі у Другій лізі, спочатку пройшовши шлях серед аматорів.

## Усі назви клубу
- 1992: «Зміна»
- 1993—1995: «Зміна-Оболонь»
- 1995—1996: «Оболонь»
- 1997—2001: «Оболонь-ППО»
- 2001—2012: «Оболонь»

## Емблеми клубу

Емблема до 2001
Емблема до 2010

## Усі сезони
| Рік       | Ліга, зона, група      | I  | В  | Н  | П  | РМ    | О  | Місце    | Головний тренер                                                                | Найкращий бомбардир                    |
| --------- | ---------------------- | -- | -- | -- | -- | ----- | -- | -------- | ------------------------------------------------------------------------------ | -------------------------------------- |
| 1995/1996 | Друга ліга (група «А») | 40 | 22 | 9  | 9  | 60−35 | 75 | 4 із 21  | Станіслав Гончаренко                                                           | Олег Биченко — 14 голів                |
| 1996/1997 | Друга ліга (група «А») | 30 | 15 | 11 | 4  | 34−17 | 56 | 4 із 16  | Павло Невєров                                                                  | Олег Сємка — 6                         |
| 1997/1998 | Друга ліга (група «В») | 30 | 15 | 7  | 8  | 47−28 | 52 | 5 із 16  | Вадим Лазоренко                                                                | Віталій Міщенко — 9                    |
| 1998/1999 | Друга ліга (група «В») | 26 | 20 | 4  | 2  | 45−18 | 64 | 1 із 14  | В. Лазоренко                                                                   | Денис Пойда — 8                        |
| 1999/2000 | Перша ліга             | 34 | 5  | 12 | 17 | 23−52 | 27 | 16 із 18 | В. Лазоренко (до вересня), Олег Федорчук                                       | Сергій Тєлєгін і Олексій Олешко — по 4 |
| 2000/2001 | Друга ліга (група «Б») | 28 | 21 | 4  | 3  | 51−14 | 67 | 1 із 15  | Володимир Мунтян                                                               | Андрій Корнєв — 14                     |
| 2001/2002 | Перша ліга             | 34 | 18 | 8  | 8  | 49−26 | 62 | 3 із 18  | В. Мунтян (1-ше коло), Петро Слободян (2-ге коло)                              | В'ячеслав Терещенко — 16               |
| 2002/2003 | Вища ліга              | 30 | 7  | 7  | 16 | 32−45 | 28 | 14 із 16 | Петро Слободян                                                                 | В. Терещенко — 12                      |
| 2003/2004 | Вища ліга              | 30 | 11 | 8  | 11 | 34−35 | 41 | 6 із 16  | Петро Слободян                                                                 | Олег Мазуренко — 7                     |
| 2004/2005 | Вища ліга              | 30 | 4  | 9  | 17 | 18−43 | 21 | 15 із 16 | Петро Слободян (1-ше коло), Олександр Рябоконь (2-ге коло)                     | В'ячеслав Терещенко — 4                |
| 2005/2006 | Перша ліга             | 34 | 22 | 6  | 6  | 51−19 | 72 | 3 із 18  | Богдан Блавацький (до квітня), Петро Слободян                                  | Валерій Іващенко — 12                  |
| 2006/2007 | Перша ліга             | 36 | 23 | 4  | 9  | 47−27 | 73 | 3 із 18  | Петро Слободян                                                                 | Валерій Іващенко — 10                  |
| 2007/2008 | Перша ліга             | 38 | 22 | 6  | 10 | 67−42 | 72 | 3 із 18  | Петро Слободян (до травня), Ігор Артимович                                     | Павло Онисько — 21                     |
| 2008/2009 | Перша ліга             | 32 | 19 | 6  | 7  | 74−40 | 63 | 2 із 17  | Юрій Максимов                                                                  | Валерій Куценко — 13                   |
| 2009/2010 | Прем'єр-ліга           | 30 | 9  | 4  | 17 | 26−50 | 31 | 11 із 16 | Юрій Максимов (1-ше коло), Сергій Ковалець (2-ге коло)                         | Валерій Куценко — 5                    |
| 2010/2011 | Прем'єр-ліга           | 30 | 9  | 7  | 14 | 26−38 | 34 | 10 із 16 | Сергій Ковалець                                                                | Олександр Мандзюк — 5                  |
| 2011/2012 | Прем'єр-ліга           | 30 | 4  | 9  | 17 | 17−42 | 21 | 15 із 16 | Сергій Ковалець (1-ше коло), Василь Рац (16 тур), Сергій Конюшенко (17-30 тур) | Олександр Мандзюк — 6                  |
| 2012/2013 | Перша ліга             | 34 | 5  | 7  | 22 | 19−28 | 22 | 17 із 18 |                                                                                |                                        |

## Командні рекорди
| #  | Гравець              | Матчі | Період виступів                  |
| -- | -------------------- | ----- | -------------------------------- |
| 1  | В'ячеслав Нівінський | 266   | 1995/96—2004/05, 2007/08—2008/09 |
| 2  | Сергій Конюшенко     | 240   | 1996/97—2005/06                  |
| 3  | Віталій Міщенко      | 195   | 1995/96—2001/02, 2003/04—2005/06 |
| 4  | Олексій Олешко       | 155   | 1995/96—2002/03                  |
| 5  | Роман Олійник        | 149   | 1993/94—1996/97, 1998/99—2004/05 |
| 6  | Сергій Сібіряков     | 146   | 2006/07—2012/13                  |
| 7  | Іван Лень            | 122   | 2005/06—2009/10                  |
| 8  | Андрій Корнєв        | 122   | 1998/99-2002/03, 2011/12—2012/13 |
| 9  | Володимир Крохмаль   | 122   | 1999/00—2007/08                  |
| 10 | Павло Кутас          | 121   | 2001/02—2004/05, 2009/10—2010/11 |

| #  | Гравець             | Голи | Період виступів                  |
| -- | ------------------- | ---- | -------------------------------- |
| 1  | Павло Онисько       | 39   | 2002/03, 2006/07—2009/10         |
| 2  | В'ячеслав Терещенко | 37   | 2001/02—2004/05                  |
| 3  | Валерій Іващенко    | 27   | 2004/05—2007/08, 2011/12         |
| 4  | Віталій Міщенко     | 26   | 1995/96—2001/02, 2003/04—2005/06 |
| 5  | Ігор Продан         | 22   | 1995/96—1996/97, 2002/03—2004/05 |
| 6  | Олег Биченко        | 22   | 1993/94—1998/99                  |
| 7  | Валерій Куценко     | 22   | 2006/07—2009/10                  |
| 8  | Андрій Корнєв       | 20   | 1998/99—2002/03, 2011/12—2012/13 |
| 9  | Денис Пойда         | 19   | 1997/98—2001/02                  |
| 10 | Ігор Малиш          | 19   | 2006/07—2009/10                  |

## Відомі футболісти
- Дмитро Бровкін
- Олександр Іващенко
- Сергій Ковалець
- Микола Морозюк

## Виноски
1. ↑  Постанова від 06-07-12 №9 - Професійна футбольна ліга України. ОФК «Професійна футбольна ліга України». 6 липня 2012. Архів оригіналу (PDF) за 13 серпня 2013. Процитовано 9 серпня 2013.
2. ↑  Стадіон на офіційному сайті ФК «Оболонь». Архів оригіналу за 29 березня 2010. Процитовано 21 березня 2010.
3. ↑  Інтерв'ю першого президента "Оболоні" С. Г. Сидоренка. 9 квітня 2013. Архів оригіналу за 16 квітня 2018. Процитовано 15 квітня 2018.
4. ↑  Історія ФК "Оболонь". 28 липня 2009. Архів оригіналу за 28 липня 2009. Процитовано 15 квітня 2018.
5. 1 2  
Історія ФК "Оболонь". ФК «Оболонь». Архів оригіналу за 28 грудня 2007. Процитовано 8 серпня 2010.
6. ↑  «Аланию» возглавил Владимир Мунтян
7. ↑  
Дмитро Мірошниченко (22 жовтня 2001). У "Оболоні" з'явився власний фан-клуб. "Команда"; ЗАТ «Оболонь». Архів оригіналу за 4 липня 2002. Процитовано 21 серпня 2010. {{cite web}}: Cite має пусті невідомі параметри: |accessyear= та |accessmonthday= (довідка)